# 叶俞均
叶俞均（1991年12月28日—），前艺名狄妃，是馬來西亞影視歌三棲的全能藝人，出生於吉隆坡。她涉及的領域有電影，電視劇，舞台劇和廣播劇聲音演員，同時也是發片歌手。入行短短時間即入圍2014年金視奬頒獎典禮最佳新晉演員，2016年榮獲第13屆馬來西亞戲炬獎最佳女主角，2017年摘下美國聖地牙哥獨立電影展和美國加州榮譽電影競賽優異女配角獎 ，美國景深國際電影節競賽卓越女配角獎，好萊塢國際獨立電影節最佳女配角，以及在2019年北欧国际电影节榮獲最佳女配角，揚威海外。2017年，俞均圓夢跨界樂壇，於5月23日推出首支單曲《Who Am I》，並以《9零》音樂劇為即將推出的首張EP迷你專輯暖身，展現全方位表演才藝，並且在“馬來西亞NEWAY K歌榜頒獎典禮”榮獲“推崇大躍進女歌手獎”，被媒體封為全方位藝人。 2018年，俞均推出首張同名專輯（以那时艺名 “狄妃” 命名），從音樂劇《9零》挑選三首歌曲加上一首原創歌曲，以好玩有趣出發，整理成這張曲風多元的作品。該張專輯的視覺設計同樣引人注目，封面造型展現其外在的剛直帥氣與內在的纖柔細膩，也為專輯同時收錄抒情溫柔與囂張自我的曲目互相呼應。

## 简介

### 早年經歷
叶俞均自小家境还算不错，直到父母离异，之後妈妈健康出现问题。为了减轻妈妈的负担，14岁开始半工读的她，身兼学生、临演、舞蹈员三重身份。她曾经白天上课，晚上当临员及舞蹈员，最难忘在电影《行差踏错》担任温嵐的替身，曾试过46小时没睡觉。14岁那年，她已当过销售员、酒楼侍应生、卖果汁、茶馆员工、卖电脑、舞蹈员、临演、活动策划人员等，这些都是她的人生日记。
俞均當演員之前是名舞蹈員，中学就开始学跳舞，进入学院后亦有和一班舞蹈爱好者参加比赛，並常聚在一起练舞，后跟姐姐及友人组团，接一些演出，她擅长的舞蹈包括街舞、嘻哈sexy dance及新爵士，有一段时间夯韩国舞蹈，她也得学跳。多年各种类型舞蹈的刻苦学习，为她以后的角色塑造提供了更多可能性，从肢体练习到技艺都打下了坚实的基础。
在中学时期担任学长的俞均开始接触演戏，学校露营有短剧比赛时，她常出主意又编又导，还得过最佳演员奖。 2011年，俞均（狄妃）被馬來西亞著名的網絡微電影“鬼節：三重門”其一導演劉東林相中主演他的參展短片《萎芽》。俞均（狄妃）在片中飾演在死亡邊緣掙扎的少女，以出乎意料的演繹，入圍了馬來西亞第一屆寶馬短片競賽的最佳女主角。在2011年，因电影《行差踏错》担任温嵐的替身而被经纪人郭川玮发掘，并於2012年接下國營電視台的中文電視電影《迷離兇應》擔任女主角，該劇亦獲得馬來西亞電視頒獎典禮年度最佳中文作品；同年，俞均接了首部電視旅遊節目《東南西北三人行》為主持人之一，在與經紀人商量之後決定辭去厚薪的全職工作，於2012年11月正式出道，刚满20岁的狄妃开始走上了影视之路。

### 事業發展
2012年，馬來西亞無線台的台慶連續劇《無間行者》開拍，金視獎最佳導演陳偉昌邀俞均前來試鏡，並成功接演劇中援交妹一角，阿盈。俞均（狄妃）因《無間行者》在馬國播出時造成的熱潮，和個人精湛的表現瞬間獲得大眾關注，而後以劇中僅僅3集的戲份，入圍2014年第三屆馬來西亞金視獎的最佳新晉演員獎。

2013年，香港影帝張家輝首次執導的電影《盂蘭神功》，於馬國取景拍攝。經過試鏡與導演的數次篩選，俞均被選為其一配角，在片中飾演粵劇團中的第二花旦，阿敏。2014年，俞均接演了人生第一部擔任女二的台慶劇《千門八將》，算是受矚目的新人之一。同年，俞均因选择矫正微凸的牙齿而失去许多机会，事业刚起步便迅速进入低潮期。直到2015年, 俞均獲得香港著名導演高志森的垂青, 成為第一位也是唯一一位馬來西亞演員參與在馬來西亞巡迴演出的香港歌舞劇《喝采》特邀演出嘉賓。
2015年，對表演充滿熱忱的她決定往舞台發展，正好是反法西斯戰爭70週年紀念，常駐北京的青年戲劇導演顏永祺博士回馬籌備俄羅斯家喻戶曉的經典小說-《這裡的黎明靜悄悄》話劇演出，並相中俞均飾演個性獨特、有著太多複雜色彩的悲劇人物- 女兵冉妮婭，且擔當編舞一職，在演出中展現俄羅斯民間舞蹈與優美歌喉，引起劇場人士的關注，並以此角色榮獲《第13屆戲炬獎》最佳女主角，在影視及舞台名聲大噪。 同時，俞均藉此作品的表現，獲得金馬獎入圍作品《心魔》的導演 —— 何宇恆的青睞，得以機會出演電影《Mrs K》。而後，俞均（狄妃）戴著牙套參演香港與馬來西亞合作的獨立電影《寵我》，在各國大大小小的電影影展獲得最佳女配角、卓越女配角、優異女配角等獎項，藉以此影片有幸踏上北京電影節閉幕紅毯，並且受中國大陸導演謝曉東的邀約，在開心麻花投資的電影《撈世界》友情客串演出。 2016年，俞均正式簽約，成為馬來西亞988電台（前生為廣播箱，名為 “麗的呼聲“）擔任粵語廣播劇的聲音演員。 2017年，與經紀人郭川玮攜手成立公司“狐兒娛樂”，於隔年推出首張同名迷你專輯“Ruby 狄妃” 成功跨界當歌手，並在“馬來西亞NEWAY K歌榜頒獎典禮” 榮獲“推崇大躍進女歌手”，被媒體譽為“全能藝人”。同年，狄妃以音樂專輯的中心思想製作舞台音樂劇《9零》，憑藉候麗穎一角再次入圍戲炬獎《最佳女主角》。
2018年，俞均（狄妃）的音樂作品持續在電台熱播中，亦因個性短髮及中性形象，獲得機會出演由馬來西亞堪稱“票房冠軍” 的周青元導演所執導的年度賀歲電影《大大噠》，以及有線台首部強打的網絡劇《本來只想暗戀你》，兩部作品均以中性帥氣的角色亮相，讓俞均（狄妃）人氣暴增。 2019年，俞均因馬來西亞電影《Fly by Night 非常盜》亮眼自然且多語言的演繹，被新加坡著名選角導演相中，出演新加坡電視劇《The Driver 伺機》主角之一，也藉此機會與新加坡經紀公司Red Dot 正式簽下代理合約，成為王冠逸（《延禧宮略》海蘭察）的師妹。
2022年，俞均因與公司方向不一致而離開狐兒娛樂，正式恢復自由身。2023年初，俞均宣布更改藝名，將 “狄妃” 換回已故父親取的本名 “葉俞均”。 
俞均曾被合作的導演稱為「天才型新生代演員」，早期以其先天領悟力極高的天分靈氣及可塑性演繹社會邊緣少女而獲矚目, 如《萎芽》的因懷孕而被男友拋棄的未成年少女、《迷離凶影》的精神病患者、《無間行者》的援交少女、《聽風的歌》被黑社會爸爸培訓成職業殺手的獨生女、《千門八將》自小失去家人並缺乏關愛的問題少女等。在這數年間, 俞均同時遊走於主流和藝術範疇, 且多數為刻畫內心的悲劇人物, 則進一步深植其表演實力, 其後以全心投入的態度和精準演技受到媒體與導演們的肯定。
合作過的導演和藝術家有高志森（香港）、張家輝（香港）、周青元（馬來西亞）、何宇恆（馬來西亞）、顏永祺博士（馬來西亞）、遊達志（香港）、謝曉東（中國）、袁仁康（香港）、陳偉昌（馬來西亞）、羅勝（新加坡）、再希奥马（馬來西亞）、楊毅恆（馬來西亞）、顏永禎（馬來西亞）、劉家榮（馬來西亞）等等。
合作過的演員有張家輝（香港）、任達華（香港）、黃才倫（中國）、劉心悠（台灣）、莊凱勛（台灣）、鄭希怡（香港）、羅冠蘭（香港）、修傑楷（台灣）、溫嵐（台灣）、伍佰（台灣）、莊凱勛（台灣）、張可頤（香港）、林威 （中國）、朱咪咪（香港）、溫紹平（馬來西亞）、陳沛江（馬來西亞）、Bront Palarae（馬來西亞）等等。

## 影视作品

### 電影
| 上映年份 | 片名           | 角色                 | 导演                                                                           | 合作演员                                                                                 | 備註                                   |
| 2014     | 做你愛做的事   | 美玲                 | 劉幗韻                                                                         | 修杰楷、蔡黃汝、卜學亮                                                                   |                                        |
| 2014     | 盂蘭神功       | 阿敏                 | 張家輝                                                                         | 張家輝、劉心悠、吳家麗、林威                                                             | 香港                                   |
| 2017     | MRS K          | 阿芳                 | 何宇恆                                                                         | 惠英紅、任達華、伍佰                                                                     |                                        |
| 2017     | 女人永遠是對的 | 櫃檯小姐             | 高志森                                                                         | 張可頤、劉心悠、方力申、李銘順、楊思琦                                                   | 香港                                   |
| 2018     | 阿奇洛         | 淇淇                 | 楊毅恆                                                                         | 劉倩妏、韓家豪                                                                           |                                        |
| 2018     | 大大噠         | Ice                  | 周青元                                                                         | 林宣妤、呂楊、溫慧茵、甘可琪、容璇雯、劉錦繡                                             |                                        |
| 2018     | 一家亲亲过好年 | 电视剧女主角（客串） | 丁仕昀                                                                         | 吴耀汉、朱咪咪、陈峰、李欣怡、叶良财、邓绣金                                             |                                        |
| 2018     | 寵我           | Cindy                | 袁仁康                                                                         | 羅冠蘭、虞日新、葉山豪、李偉燊、YunnRu 蘇韻茹                                            | 第76屆美國金球獎角逐最佳外語片入圍名單 |
| 2019     | 非常盜         | Michelle             | Zahir Omar                                                                     | 馮推守、呂楊、陳澤耀、陳沛江、李洺中、Bront Palarae                                      |                                        |
| 2020     | 撈世界         | 歌女（友情客串）     | 謝曉東                                                                         | 黃才倫、胡博、馮秦川                                                                     | 中國                                   |
| 2022     | JUANG          | 女司机（友情客串）   | 赖健雄、Aziz M.Osman、Yusry Abdul Halim、Eirma Fatima、Osman Ali、Kabir Bhatia | Zizan Razak、Janna Nick、Zul Ariffin、Vanida Imran、Sangeeta Krishnasamy、林德荣、朱浩仁 |                                        |

### 網絡電影
| 上映年份 | 片名            | 角色  | 导演                | 合作演员                                                 | 備註             |
| 2020     | 霹雳霸王花      | Lee   | 劉寶賢              | 鄭希怡、于利、張琳悅、慕小蕾、邱輝、王淇、郭宣瑜、蔡詠彬 | 中国             |
| 2022     | One Perfect Day | Angle | Lingeswaran Sanasee | 林美芬、王竣、Evelyn Feroza、Haneesya Hanee              | 马来西亚（英文） |

### 電視電影
| 上映年份 | 片名       | 角色   | 导演     | 合作演员                              | 備註 |
| 2012     | 阿古的故事 | 阿妹   | 陳偉昌   | 曾文偉、陳詩瑩、温绍平、陳慧恬        |      |
| 2013     | 迷離凶影   | Janice | 古龍     | 葉良財、温绍平、曾文偉、王竣          |      |
| 2013     | 原罪       | 楊玉盈 | Jackson  | 陳沛江、李永昇                        |      |
| 2014     | 天下第一獅 | 鄭媚   | 周發耀   | 朱浩仁、Kenji Sawahii、陳沛江、黎艷瓊 |      |
| 2019     | 再憶起     | 阿菲   | Alan Foo | Mike Chuah、陳立揚、劉益行            |      |
| 2022     | 幸福原味   | 稻轩   | Alan Foo | 陳立揚、王骏、小诗、谢莹莹            |      |

### 電視劇
| 首播年份 | 劇名       | 角色         | 性質       | 合作演员                                                                               | 播放平台     |
| 2013     | 無間行者   | 阿盈         | 客串       | 陳凱旋、張順源、王淑君、莊惟翔                                                         | ntv7         |
| 2013     | 春花燦爛   | 霏霏         | 客串       |                                                                                        | tv2          |
| 2013     | 說謊者     | Emily        | 單元重角   | 王淑君、秦雯彬、張惠虹、吳維彬、張詠華、莊仲維、梁祖儀、高藝                           | ntv7         |
| 2013     | 聽風的歌   | 少女方如燕   | 女配角     | 吳俐璇、黄启铭、蔡佩璇、谢松汎、温绍平、练倩纹、李伟燊                                 | ntv7         |
| 2014     | 七天       | 婷婷         | 客串       | 葉雅鳳、張詠華、黃子軒、杨蕙瑜、張寶權                                                 | ASTRO 小太陽 |
| 2014     | 我們正年輕 | Jamie 檐勝男 | 第二女主角 | 陳子穎、陳逸豪、鄭念詩、鐘麗銘、李家輝、朱咪咪、陳沛江、馮偉權、潘俊宏                 | tv2          |
| 2014     | 千門八將   | Ruby 林思思  | 第二女主角 | 莊仲維、莊惟翔、張惠虹、呂志勤、陳逸豪、陳旻偉、關東珉、温绍平、王愛玲、陳沛興、韓依婷 | ntv7         |
| 2018     | 假面II     | Chloe        | 單元重角   | 吳俐璇、呂志勤、温绍平、林奕廷、黄启铭、陳子穎、呂愛瓊                                 | 8tv          |
| 2018     | 天之驕子   | Ella         | 客串       | 李洺中、谢宛谕、張耀棟                                                                 | 新傳媒八频道 |
| 2019     | 陰陽大轉移 | 劉嘉玲       | 女主角     | 李偉燊、陳沛江、温绍平、劉益行、蕭麗玲、陳立揚、張詠華                                 | tv2          |
| 2021     | 特派幸福   | 玛丽         | 特别演出   | 罗忆诗、原腾、林莉帏、林绿                                                             | 8tv          |
| 2022     | 美味关系   | 心榆         | 女主角     | 李伟燊、王骏、劉益行、小诗                                                             | tv2          |
| 2022     | 凌晨三点钟 | Annie        | 单元女主角 | 陈美君、李浩菖、谢松汎                                                                 | Astro        |

### 網劇
| 首播年份 | 劇名            | 角色       | 性質           | 合作演员                                                       | 播放平台              |
| 2017     | 本來只想暗戀你  | 邢楠       | 女主角之一     | 吳美錡、張瀚元、馮偉佺、程愛玲、劉益行、蘇凱璇                 | Xuan                  |
| 2018     | 本來只想暗戀你2 | 邢楠       | 女主角之一     | 吳美錡、黄洁琪、馮偉佺、程愛玲、劉益行、蘇凱璇、车志立、黄健彬 | Xuan                  |
| 2019     | 伺機            | Adele Chan | 女二           | 莊凱勛、刘子绚、包尚澤、王昱清、馮推守                         | meWATCH、新传媒八频道 |
| 2022     | 仙家插班生      | 红孩儿     | 单元女主角之一 | 林德荣、尹匯雰、吕爱琼、卓卉勤、叶朝明、赵洁莹、林奕廷         | AMM                   |

### 舞台劇
| 上演年份                | 劇名                                                               | 角色                                                                       | 导演    | 合作演员                                                             | 備註                                                                      |
| 17.4.2015 - 19.4.2015   | 喝彩                                                               | 特邀演出嘉賓                                                               | 高志森  | 黃嘉威、陳健豪、陳冠中                                               | 音樂劇                                                                    |
| 2.10.2015 - 4.10.2015   | 这里的黎明静悄悄                                                   | Zhenya Komelkowa 冉妮娅                                                    | 颜永祺  | 蕭文亨、呂俊霖、鄭雨萍、林美欣、楊佩麗、莊雪梅、王衍任               | 第13屆戲炬獎 - 最佳戲劇、最佳導演、最佳女主角、最佳舞台設計、最佳燈光設計 |
| 30.3.2016 - 3.4.2016    | 别让莎翁知道的事 - 暴风雨 Don't Let Shakespeare Know - The Tempest | 卡利班－普洛斯彼罗的仆人                                                   | 顏永禎  | 蕭文亨                                                               | 短劇                                                                      |
| 22.12.2016 - 25.12.2016 | 理查三世                                                           | 安夫人、小伊麗莎白、殺手、使者、守衛、僕人、宮中貴婦、舞者、樂手、倫敦市民 | 颜永祺  | 林思杰、蕭文亨、呂俊霖、莊雪梅、李奕翰、爱美丽亚、徐世顺             | 最佳戲劇、最佳男配角、最佳女配角、最佳舞台設計、最佳原創音樂              |
| 23.3.2017 - 26.3.2017   | 35                                                                 | 女朋友                                                                     | 葉偉良  | 曾宏輝、爱美丽亚、余秋坪、羅偉銅                                     | 音樂劇                                                                    |
| 22.6.2017 - 25.6.2017   | 9零                                                                | Jolin Hou 候麗穎                                                           | 劉家榮  | 莊雪梅、劉謹慷、王冠庭、李明傑、林勇豪、林雙、陳建宏、尹怡婷、黃友雄 | 音樂劇                                                                    |
| 14.12.2017 - 17.12.2017 | 北京人                                                             | 曾瑞貞                                                                     | 颜永祺  | 呂俊霖、陳立揚、陳美君、溫慧茵                                       | 話劇                                                                      |
| 11.7.2019 - 14.7.2019   | 别让乌斯曼·阿旺知道的事 - UDARA                                    | 祝英台                                                                     | 顏永禎  | 陳立揚                                                               | 短劇                                                                      |
| 22.4.2021 - 25.4.2021   | 别让阿飘知道的事 - YOLO                                            | YOLO                                                                       | 顏永禎  | 小诗                                                                 | 短劇                                                                      |
| 19.3.2022 - 27.3.2022   | 欲望号街车                                                         | 白兰琪                                                                     | 祖·哈山 | 陳立揚、陈玤妤、陈浚                                                 | 話劇                                                                      |
|                         |                                                                    |                                                                            |         |                                                                      |                                                                           |
| 1.9.2022 - 4.9.2022     | 罪人                                                               | 雪露、賈斯提亞、報警人員1、報警人員2、報警人員3、果樂卡、丘圭圖斯          | 顏永祯  | 陳立揚、許栩、許松根                                                 | 話劇                                                                      |
|                         |                                                                    |                                                                            |         |                                                                      |                                                                           |

### 電台廣播劇
| 年份       | 劇名             | 角色          | 電台    |
| 2016       | 雙城             | 嘉嘉          | 988電台 |
| 2016       | 剩男剩女襯唔襯   | 林楚芬        | 988電台 |
| 2016       | 好想跟你說話     | Elaine        | 988電台 |
| 2016       | 星光背後         | 羅絲絲        | 988電台 |
| 2016       | 給難忘的生日快樂 | 樊星願        | 988電台 |
| 2017       | 友沒友           | 阿詩          | 988電台 |
| 2017       | 越界             | 唐晶晶        | 988電台 |
| 2017       | C語錄之靈性      | Ashley        | 988電台 |
| 2017       | 心鏡之十字迷途   | 瑪嘉烈/馬嘉麗 | 988電台 |
| 2018       |                  |               |         |
| 愿         | Will             | 988電台       |         |
| 永遠愛著你 | Yen              | 988電台       |         |
| 旅遊直播室 | 徐子君           | 988電台       |         |
| 执法者     | 周安心           | 988電台       |         |
| 2023       |                  |               |         |
| 靈物       | 靈莎             | 988電台       |         |

### 短片
- 2011年：萎芽 The Wither of Sprout [31]
- 2012年：愛情巷 Love Lane
- 2017年：出發·在晴朗的一天 Departure . A Sunny Day 《光影·澳门》2017年微电影创作大赛冠军

### 節目主持
- 2012年：東南西北三人行 - 旅遊美食
- 2015年：估我唔到 - 娛樂八卦
- 2016年：JOOX Music Walker - 歌手交流

## 音樂作品

### 专辑
- 2018年6月6日: Ruby 狄妃同名专辑正式发行

Ruby首张同名专辑集合从音乐剧【90】中挑选出来的三首歌曲和一首全新原创歌曲，整理成这一张曲式丰富的作品。由彭学斌担任音乐顾问，郭文翰鼎力制作，再由潘沁珈，郭文翰，Milo，王冠庭等优秀音乐人联合完成词曲部分。这张EP以好玩有趣的原点出发，在Ruby既定的音乐态度里，用不同元素的音乐方向展现，就像在音乐中的Ruby和演艺中的Ruby都一样，在他原有的个性上，不管是戏剧上的演技，或是音乐上的演技，都希望可以做到多方位的能力，或尝试，再从中享受，发现，确定自己最喜欢，最擅长的方向。
为了贯穿Ruby专辑多元的方向 ，該張專輯的視覺設計同樣引人注目，封面造型展現其外在的剛直帥氣與內在的纖柔細膩，也為專輯同時收錄抒情溫柔與囂張自我的曲目互相呼應。
在MV的部分，不仅是以女同志恋情为主轴的【消失】，以90后生活态度的【90后】，已追寻自我存在感的【Who Am I】或是张扬年轻梦想的【Dream】，皆以不同形象不同风格表现，在【消失】MV里，Ruby演技能量大爆发，在处理同性关系的情感纠结上有突出的表现，【90后】让Ruby一直都擅长的舞蹈技艺得以轻松发挥，复古90年代的服装场景与唱跳风格也与90后形成饶富趣味的冲突。

### 單曲
- 【说歌】 《本来只想暗恋你2》片尾曲/插曲

首播日期：2018年9月11日
【说歌】延用Ruby第一張迷你專輯的強力班底，由最具潜力的制作新⼈王Hanz 郭⽂翰操刀制作，优质⾳乐人潘沁珈特为Ruby量身谱曲,新锐填词人洪健瑞作词，继【消失】后，他们再一次聯手交出一首讓人動容的好歌。
【說歌】的文字雖然簡短，字裡行間卻強烈的表達出說歌者的慾望和渴望，希望用真誠的心讓大家聽見每一個心聲，每一段感人的故事。唱功日漸沈穩的Ruby，把歌裡的每一道情緒都詮釋得非常到位，細細地敘說著每一種感受、每一個渴望，充分的表現了作為一個歌者的實力。為了【說歌】能更貼近網絡偶像劇《本來只想暗戀你2》的劇情，新晉編曲人Morris彭進成此次的編曲，大膽地採用罕見的編曲方式，混合交響曲與流行曲的元素，巧妙地為歌曲添加了幽幽的神秘感，讓人聽著聽著就掉進了【說歌】的意境裡，意猶未盡。
- 【Dream】[32]

首播日期：2018年8月8日
第四首单曲【Dream】是音乐剧【9零】另一首脍炙人口，轻快热血的流行摇滚作品，在音乐剧中，此曲在一群年轻角色积极圆梦的过程中出场，不惧怕不恐惧勇往直前的演绎令人动容，也在为完美的结局铺设了一条光明愉悦的音乐氛围，于是在这张迷你专辑的选歌阶段，便毫不犹豫地确定把这首优质作品收录进来与听迷们分享。
【Dream】由郭文翰作曲，Milo作词，Milo已有十年以上的剧场经验，并为青少年朋友定装过不少舞台剧与音乐剧作品，这次首度跨流行为Ruby写歌，文字浅白直接切入重点，流畅好记之余也字字珠玑，再加上新进优质编曲人Morris彭进成大气热闹无冷场的编曲架构下，相信在Ruby年轻的态度与Milo多年对青少年心理的掌握拿捏之下，词曲极易引起年轻朋友的强烈共鸣，也可以是一首极易在校园流传带动的正能量作品。
- 【消失】[33]

首播日期：2018年6月7日
第三波抒情主打【消失】，是唯一一首不是来自【9零】音乐剧的选曲，也是EP最后一首录制的歌曲，此曲由优质音乐人潘沁珈作曲，新锐填词人洪健瑞作词；当Ruby第一次听到demo时便非常喜欢，歌曲呈现的冷冽情境与深刻沉淀颇能让Ruby展现较内敛的自己，是专辑里最忧伤的情歌。
为了在企划上能更突出歌词的意念，大胆运用了女同志主题的题材设计，让情感的塑造更有菱有角，也更有话题性，尤其歌词中写到“我们只是诚实，对于爱的真实，虽然违背世人，对于爱的认知”，完全勾勒出非主流的情感透露出的无奈，以及最清晰的告白，在具备中性形象的Ruby诠释之下更有说服力，是一首不可多得的感人好歌。
- 【90后】[34]

首播日期：2017年12月25日
Ruby新歌【90后】是在一个完整的概念企划下，第二首出击的单曲，为了传达90后，同时也是属于自己世代的精神，在今年上半年抢先推出颇受好评的音乐剧作品『9零』，并公布首波暖身主打【Who am I】，六场演出下来累积了不少人气与口碑，另外在媒体支持下强力曝光的【Who am I】也让听众惊艳于Ruby鲜为人知的好歌声；在戏剧与音乐两头夹攻下拔得头筹之后，如今再将音乐剧中的精髓主题曲“90后”延伸成完整制作物，期待在更大的舞台宣扬90后年代的生活态度。
第二波单曲【90后】和首支单曲【Who Am I】在风格上是迥然不同的两个反差，相异于首波的抒情演唱，【90后】是一首带着现代都会节奏的饶舌歌，充分表现了Ruby血液中的街头精神，如果前一首单曲发挥的是Ruby的感性深刻，这一首则让Ruby彻底发挥了90后该有的个性，主见与大胆无畏。
【90后】依然由『9零』音乐剧的班底音乐人王冠庭操刀词曲，专长Musical的他首次创作饶舌歌却一点也不羞涩，将饶舌风的批判意味，率性固执，自我表彰，传达地有纹有路，歌词浅白却精准地带出了90后为主的社会现状，90后为自己辩护的生活态度，以及90后世代所呈现的价值观，而编曲在年轻酷潮和复刻骚灵乐的交替中展现节奏的主干，在欧美的音乐格式中体验亚洲的世界观，有趣而精准。制作则由目前最具潜力的制作新人王郭文翰在和Ruby合作【Who am I】之后继续接棒，文翰近年不仅在幕前的成绩亮眼，幕后的制作功力也日渐成熟多元，在制作饶舌风的歌曲上依旧展现稳定的大将之风，也让Ruby在演绎上有另一种层次的表现。
而原本私下就对饶舌歌情有独钟的Ruby，在成为歌手前就已在一些活动中表演过饶舌的才能，更已曾在网路上发布Cover饶舌单曲，还被台湾人气网络社群推广分享，所以录制这首【90后】对Ruby来说就像穿上一件合身的衣服那么自在，超帅的诠释让歌曲跃然于众多制式流行歌之上，非90后的听众可以当了解90后人类的故事来听，而90后则可以当90后的国歌来唱！
- 【WHO AM I】[35]

首播日期：2017年5月23日
以歌手身份出道的俞均（狄妃）首支单曲【Who Am I】由炙手可热的新进创作歌手郭文翰操刀作曲与制作，这也是一部由俞均亲自演出，描述90后世代心声和现象的青春音乐剧『9零』的暖身宣传曲，并由该编剧Milo和剧中演员之一兼填词人王冠庭合力填词。
【Who Am I】这首歌曲顾名思义，是描述年轻人在面对生活，社会，人际关系等成长过程中对自我的迷惘与探索，同时也是歌者的心情写照；擅长饶舌歌曲的俞均竟选择这首需要以深刻的演绎表达方式的歌曲作为自己的第一首单曲，可说是相当大胆，但表演资历丰富的她在这首的歌的诠释有令人惊喜的表现，情绪到位，角色投入，像是娓娓道来，又像是说故事般让人轻易地便进入她的音乐里感受她的感受，加上紧贴俞均歌声的细腻编曲，从开始的轻柔浅淡，再层层相扣地进入后来的大气温暖，让俞均以新人之姿便在首支作品中就有如此优异的表现。
- 【HI BYE】 - Fayse吳國菲 featuring Ruby 狄妃 <Hi Bye> [36]

首播日期：2015年

## 商业活动

### 代言
- SMTS 品牌代言人

### 主持
- 2015年： 韓國品牌MCC化妝品美容第一旗艦店盛大開幕
- 2016年： 第十三屆馬來西亞戲炬獎[37]
- 2017年：我和老師有個約會之復古之夜，甲洞一校与二校聯辦
- 2017年 ：丘沁偉個人專輯記者會

### 表演嘉賓
- 2012年： 馬來西亞國際遊艇模特兒大賽
- 2013年： 夜上海之旗袍美后
- 2013年： MY ASTRO全民迎新Ulala
- 2014年： 大嘴叭第6分店開幕典禮 [38]
- 2015年： 檳城Zero Limits狂歡音樂節 [39]
- 2015年：梁祖儀21音樂會
- 2017年 ：Asia Muse Girl Search Grand Final [40]
- 2017年 ：饑餓30自辦營 - First City UC (23/7)
- 2017年 ：饑餓30自辦營 - Taylor Lakeside University (29/7)
- 2017年 ：饑餓30自辦營 - Help National University (29/7)
- 2017年 ：饑餓30世界宣明會 - (30/7)
- 2018年 ：ASTRO 活出自己快樂Whoopee - 迎春接福大慶典 (15/2)
- 2018年 ：亞洲模特節大賽 Face of Asia-Pacific (13/4) [41]
- 2018年 ：中国新歌声大马站总決賽 - 明星站队 (19/5)
- 2018年 ：饑餓30自辦營 - 巴东真光华育小学 (9/6)
- 2018年 ：日本爵士男團CALMERA音樂會特別演唱 (21/7) [42]
- 2018年 ：Influencers Festival 网络红人盛会节 (22/9)
- 2018年 ：Tremella Global 新品发布会 (14/11) [43]

### 擔任評審
- 2015年： Mega Ultimate K'Storm 韓國流行舞蹈總決賽
- 2017年：書香第十屆中小學生戲劇觀摩賽

## 社会活动

### 形象大使
- 2015年：【綠意再現~拯救地球】活动宣传大使
- 2016年：【綠意再現~拯救地球】活动环保大使
- 2018年：青运总会口才圈口才之夜38【星世代】宣传大使

### 活動嘉賓
- 2018年：馬來西亞首個生死特展（Malaysia Death Fest）系列活動「活著進棺材」[44] [45]
- 2018年：第十六屆雪隆年少情全國生活營 - 【SUPER一流】營歌演唱者
- 2019年：第十七屆雪隆年少情全國生活營 - 【复•二代】營歌演唱者

## 主要獎項

### 戲劇類
| 年份 | 授獎名稱                  | 獎項               | 作品名稱             | 角色     | 結果 |
| 2011 | 第一屆馬來西亞BMW短片競賽 | 最佳女主角         | 《萎芽》             | 葉育君   | 提名 |
| 2014 | 第三屆馬來西亞金視獎      | 最佳新晉演員       | 《無間行者》         | 阿盈     | 提名 |
| 2014 | 第三屆馬來西亞金視獎      | 五大最受歡迎女藝人 |                      |          | 提名 |
| 2016 | 第十三屆馬來西亞戲炬獎    | 最佳女主角         | 《這裡的黎明靜悄悄》 | 冉妮婭   | 獲獎 |
| 2017 | 美國聖地牙哥獨立電影展    | 優異女配角         | 《寵我》             | Cindy    | 獲獎 |
| 2017 | 美國景深國際電影節競賽    | 卓越女配角         | 《寵我》             | Cindy    | 獲獎 |
| 2017 | 好萊塢國際電影展          | 表彰女配角         | 《寵我》             | Cindy    | 獲獎 |
| 2017 | 美國加州國際榮譽電影競賽  | 優異女配角         | 《寵我》             | Cindy    | 獲獎 |
| 2018 | 第十五屆馬來西亞戲炬獎    | 最佳女主角         | 《9零》              | 侯麗穎   | 提名 |
| 2018 | 法國尼斯國際電影節        | 最佳女主角         | 《寵我》             | Cindy    | 提名 |
| 2019 | 北歐國際電影節            | 最佳女配角         | 《寵我》             | Cindy    | 獲獎 |
| 2021 | 第31届马来西亚電影節      | 最佳女配角         | 《非常盗》           | Michelle | 提名 |

### 音樂類
| 年份 | 授獎名稱            | 獎項               | 作品名稱 | 結果 |
| 2017 | NEWAY K歌榜頒獎典禮 | 我最喜愛傑出新人獎 |          | 提名 |
| 2018 | NEWAY K歌榜頒獎典禮 | 推崇大躍進女歌手獎 |          | 獲獎 |

### 商業類
| 年份 | 授獎名稱       | 獎項                   | 結果 |
| 2018 | 馬來西亞企爵獎 | 最佳國際個人魅力女性獎 | 獲獎 |

### 時尚類
| 年份 | 授獎名稱                            | 獎項           | 結果 |
| 2018 | 亞洲模特節大赛 Face of Asia-Pacific | 馬來西亞之星獎 | 獲獎 |

## 外部連結
- 叶俞均的Facebook專頁
- 叶俞均的Instagram帳戶
- 叶俞均的新浪微博
- 叶俞均在互联网电影资料库（IMDb）上的資料（英文）
- YouTube上的叶俞均頻道